# Pituca sin lucas (Perú)
Pituca sin lucas es una telenovela peruana transmitida por la cadena Latina Televisión bajo la producción de Chasqui Producciones. Es la adaptación local de la telenovela chilena del mismo nombre de 2014.
Está protagonizada por Jorge Aravena y Emilia Drago, y antagonizada por Gustavo Mayer, Kukuli Morante y Fernanda Llanos. Además, cuenta con las actuaciones estelares de Priscila Espinoza, Francisca Aronsson, Jano Baca, Paulina Bazán, Diego Villarán, Martha Figueroa, Roberto Moll, Sergio Gjurinovic, Tito Vega y Henry «Chapasa» Peláez y con las actuaciones infantiles de Narelle Casabone y Brandon Stieber.
Se estrenó el lunes 6 de mayo de 2024 como reemplazo de la telenovela Papá en apuros, emitiéndose inmediatamente después de su episodio final.
El capítulo final se tranmitió el 2 de diciembre de 2024, durando al aire 6 meses y 26 días.

## Sinopsis
Techi de la Puente (Emilia Drago) es una mujer adinerada, casada y con tres hijas. El gran dilema de su vida comenzará cuando su esposo sufra problemas económicos y se fugue del país, dejándola sin ningún sustento económico. Ella se verá obligada a empezar de cero, mudándose con toda su familia a un distrito de clase media.
En su nuevo hogar tendrá como vecino a Manuel Gallardo (Jorge Aravena), un hombre viudo con cuatro hijos que trabaja en el terminal pesquero. Aunque en un primer momento Techi y Manuel tendrán conflictos por sus diferentes formas de ser, una inesperada e irresistible atracción comenzará a surgir entre ellos.

## Reparto

### Principales
- Jorge Aravena como Manuel «El Tiburón» Gallardo.
- Emilia Drago como María Teresa «Techi» de la Puente Lorenzzi de Rizo-Patrón.
- Kukuli Morante como María Consuelo «Conchita» Méndez.
- Gustavo Mayer como José Antonio Rizo-Patrón.
- Martha Figueroa como Socorro «La Cocó» Lorenzzi.
- Roberto Moll como Bernardo Iglesias.
- Priscila Espinoza como María Gracia Rizo-Patrón de la Puente.
- Jano Baca como Salvador Gallardo.
- Paulina Bazán como Micaela Gallardo.
- Sergio Gjurinovic como Felipe «Pipo» Arosemena.
- Francisca Aronsson como María Belén Rizo-Patrón de la Puente.
- Diego Villarán como Franco Gallardo.
- Fernanda Llanos como Margarita Prieto Iglesias.
- Henry «Chapasa» Peláez como Gregorio «Goyo» Choque.
- Tito Vega como Enrique «Enrí» Andrade.
- Narelle Casabonne como María Piedad «Piqui» Rizo-Patrón de la Puente.
- Brandon Stieber como Alonso Gallardo.

### Recurrentes e invitados especiales
- Henry Michelot
- Luis Hans Ortega como Miguelito.
- Tati Alcántara como Loretta Diez Canseco.
- Alfonso Dibós como Rafael.
- Pía Ladrón de Guevara como Candela.
- Jorge Moretti como Padre Gutiérrez.
- Franco Silva como Benjamín.
- Renzo Quintanilla como Patricio «Pato».
- Micky Moreno como Lorenzo.
- Maritere Braschi como ella misma.
- Wendy Wunder como ella misma.
- Pau Misha como Alejandra.
- Matías Gallo como Esteban.
- Norka Ramírez como Sandra.
- Nicolás Fantinato como Don Pastor.
- Nydia Barandiarán como Génesis.
- Martina Florencia

## Banda sonora
| Intérpretes                 | Temas                             | Personajes              | Actores                               |
| --------------------------- | --------------------------------- | ----------------------- | ------------------------------------- |
| Carlos Vives y Marc Anthony | «Cuando nos volvamos a encontrar» | Tema principal          | Tema principal                        |
| Richo                       | «Tu me haces falta»               | Tema principal          | Tema principal                        |
| Pablo Alborán               | «Dónde está el amor»              | Manuel y Techi          | Jorge Aravena y Emilia Drago          |
| Richo                       | «La única»                        | Manuel y Techi          | Jorge Aravena y Emilia Drago          |
| Rocko y Blasty              | «Besitos de colores»              | María Gracia y Salvador | Priscila Espinoza y Jano Baca         |
| Richo                       | «Me muero de amor»                | María Gracia y Salvador | Priscila Espinoza y Jano Baca         |
| Camila                      | «Decidiste dejarme»               | María Gracia y Felipe   | Priscila Espinoza y Sergio Gjurinovic |
| Richo                       | «Tú me acostumbraste»             | María Gracia y Felipe   | Priscila Espinoza y Sergio Gjurinovic |
| Río Roma                    | «Mi persona favorita»             | María Belén y Franco    | Francisca Aronsson y Diego Villarán   |
| Richo                       | «No puedo olvidarme de ti»        | María Belén y Franco    | Francisca Aronsson y Diego Villarán   |
| Melendi                     | «Tu jardín con enanitos»          | Felipe y Micaela        | Sergio Gjurinovic y Paulina Bazán     |
| Richo                       | «Nada de esto fue un error»       | Felipe y Micaela        | Sergio Gjurinovic y Paulina Bazán     |
| Los Vásquez                 | «Juana María»                     | Goyo y Conchita         | Chapasa y Kukuli Morante              |
| Richo                       | «La negra Tomasa»                 | Goyo y Conchita         | Chapasa y Kukuli Morante              |
| Axel                        | «Afinidad»                        | Franco y Margarita      | Diego Villarán y Fernanda Llanos      |
| Richo                       | «Porque te tengo que olvidar»     | Franco y Margarita      | Diego Villarán y Fernanda Llanos      |
| Melyssa Portilla            | «Antes que ver el sol»            | María Piedad y Alonso   | Narelle Casabonne y Brandon Stieber   |
| Los Supersónicos            | «Alegría»                         | Don Bernando y La Cocó  | Roberto Moll y Martha Figueroa        |
| Richo                       | «La mucura»                       | Manuel y Conchita       | Jorge Aravena y Kukuli Morante        |

## Producción
La serie se filmó en los distritos de Chorrillos y La Punta.